# Xerocrassa ferreri
Xerocrassa ferreri is een slakkensoort uit de familie van de Hygromiidae. De wetenschappelijke naam van de soort is voor het eerst geldig gepubliceerd in 1952 door S.H.F. Jaeckel.